# Оля (ток-шоу)
«ОЛЯ» — українське ток-шоу на Новому каналі. Адаптація американського телешоу «Шоу Елен Дедженерес».
Ведучою і обличчям проєкту є Ольга Фреймут.

## Про проєкт
Шоу є розважальним, займається висвітленням актуальних тем, тих, які були порушені протягом декількох днів перед ефіром.
Проєкт в ефірі Нового каналу виходить чотири дні на тиждень — з вівторка по п'ятницю.
Гостями проєкту є зірки різної величини і напрямків, як, наприклад, Сергій Притула, Катерина Кухар, Ірина Білик, Mélovin тощо. Так само в кожному випуску з'являється герой з непублічних людей, але при цьому людина має якесь велике досягнення в своєму житті, значимий вчинок, незвичайне захоплення або вміння. Протягом усього випуску ведуча активно контактує з публікою в залі.

### Формат проєкту
Шоу є адаптацією відомого американського телешоу «The Ellen DeGeneres Show», яке є володарем 4 премій «Еммі» та 11 разовий номінант на цю премію. Шоу «ОЛЯ» є першою легальною адаптацією американського проєкту в світі.

## Скандал
В шоу була введена практика відвідування інтернет-кривдників ведучої, рубрика отримала назву «Хейтери: I LOVE YOU». Ольга Фреймут відвідувала своїх кривдників в форматі шоу «ОЛЯ». Багато в чому дана частина програми була піддана осуду.
Ближче до кінця першого сезону шоу багато українських ЗМІ оприлюднили новини про провал шоу на українському телебаченні та про його подальше закриття. Головною причиною стала ментальність українців, яким не подобається формат шоу, придатний для американців. Новий канал не зробив жодних офіційних заяв стосовно цього питання.